# Jakub Uchański
Jakub Uchański (Uchanie, 1502 – Łowicz, 5 aprile 1581) è stato un arcivescovo cattolico polacco e primate di Polonia.

## Biografia

Stemma del clan etnico di Radwan

Nel 1538 ricoprì il ruolo di grande referendario della Corona. Fu a favore di un accordo con i protestanti, sostenendo la possibilità di creare una chiesa nazionale polacca, pur mantenendo legami con Roma. 

### Ministero episcopale
Il 18 novembre 1551 fu nominato vescovo di Lublino da papa Giulio III.  
Il 20 marzo 1552 a Piotrków Trybunalski ricevette la consacrazione episcopale. 
Nel 1561 partecipò al sinodo di Varsavia. 
Dal 2 giugno 1561 al 31 agosto 1562 fu vescovo di Włocławek. 
Il 31 agosto 1562 fu nominato da papa Pio IV arcivescovo metropolita di Gniezno e quindi contestualmente divenne primate di Polonia.
Come rappresentante della Corona del Regno di Polonia, firmò l'atto dell'Unione di Lublino nel 1569.
Fu un interrex polacco dopo la morte di Sigismondo II Augusto dal 1572 al 1573, quando divenne re Enrico III di Francia, che venne da lui incoronato il 21 febbraio 1574 nella cattedrale del Wawel, e dal 1574 al 1575, fino a quando Anna Jagellona prese il potere.   

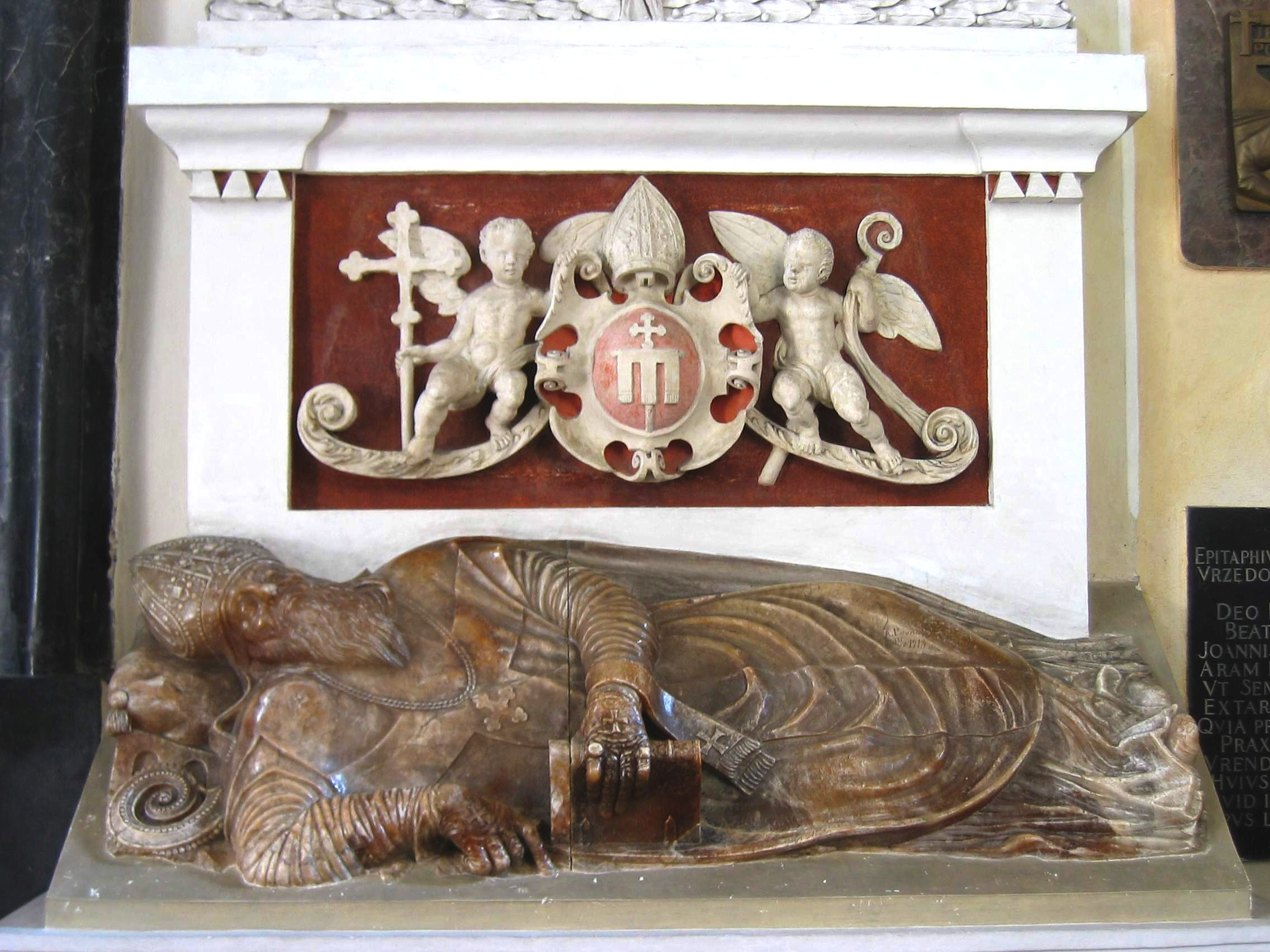
Monumento funebre del primate

Morì il 5 aprile 1581 e fu sepolto nella collegiata di Łowicz, dove fu costruito un monumento funebre dallo scultore Jan Michałowicz da Urzędów.

## Successione apostolica
La successione apostolica è: 
- Arcivescovo Stanisław Karnkowski (1568)
- Vescovo Franciszek Krasiński (1573)